# Poloztracená forma
Poloztracená forma (také písková forma) je průmyslová metoda odlévání podle pozitivu. Poloztracená se jmenuje proto, že pozitiv se dá použít vícekrát.

## Postup
1. Nejčastěji ze dřeva, případně jiného vhodného materiálu se nejprve vyrobí model, tj. pozitiv, v současnosti většinou s využitím CNC.
2. Model se vloží do formovacího rámu a nanese se na něj separační vrstva (např. mastek).
3. Do formovacího rámu se napěchuje formovací směs – křemičitý slévárenský písek nebo keramické ostřivo + pojivo.
4. Formovací rám se otočí spodní stranou nahoru.
5. Přiloží se druhá část modelu odlitku + části modelující vtokovou soustavu a odvětrání a opět se nanese separační vrstva.
6. Nasadí se druhý formovací rám a napěchuje se formovací směs.
7. Forma se rozevře, vybere se model a forma se znovu složí dohromady.
8. V závislosti na použité formovací směsi se forma může použít hned, nebo se před odléváním vysuší, případně předehřeje.
9. Forma se pomalu naplní taveninou.
10. Vtokový i odvětrávací otvor se zasypou formovací směsí a odlitek se nechá ztuhnout.
11. Při odlévání oceli je třeba odlitky ve formě nechat několik hodin popouštět v popouštěcí peci.

## Použití
Formu lze rozemlít a znovu použít. Poměrně dobré na střední série (~100 ks) při přesnosti do IT11. Hmotnost odlitků může být od zhruba kilogramu po desítky tun.
Odlévají se tím nejrůznější výrobky, od součástek až po celé komponenty tanků.